# Radar (bài hát)
"Radar" là một bài hát của nghệ sĩ thu âm người Mỹ Britney Spears nằm trong album phòng thu thứ năm của cô, Blackout (2007). Nó được sáng tác và sản xuất bởi Bloodshy & Avant và The Clutch, với sự tham gia hỗ trợ viết lời từ Henrik Jonback, như là một bài hát hiếm hoi mà không liên quan đến bất kỳ vấn đề cá nhân nào của nữ ca sĩ lúc bấy giờ. Việc ghi âm đã được diễn ra một ngày sau khi Spears đệ đơn ly dị với vũ công người Mỹ Kevin Federline, và các thành viên của The Clutch tiết lộ rằng họ rất ngạc nhiên với thái độ làm việc của cô. "Radar" ban đầu được dự định sẽ là đĩa đơn thứ ba trích từ Blackout, nhưng "Break the Ice" đã được lựa chọn thay vào đó. Bài hát sau đó đã được lên kế hoạch làm đĩa đơn thứ tư, nhưng việc phát hành bị hủy bỏ bởi Spears đã bắt đầu thu âm cho album phòng thu thứ sáu của cô, Circus  (2008). "Radar" sau đó đã được đưa vào Circus dưới dạng track bổ sung, và phát hành như là đĩa đơn thứ tư trích từ album vào ngày 22 tháng 6 năm 2009 bởi Jive Records và trước đó được phát hành như một đĩa đơn quảng bá cho Blackout.
Về mặt âm nhạc, "Radar" là một bản electropop và synthpop, trong đó giọng của Spears bị bóp méo ở nhiều đoạn bởi Auto tune. Nội dung bài hát đề cập đến sự thu hút giữa nhân vật chính với một người đàn ông, trong khi cô tự hỏi rằng anh ta có biết những gì cô đang cảm nhận. Nó nhận được những ý kiến trái chiều từ các nhà phê bình; một số gọi nó là một trong những điểm nổi bật từ Blackout, trong khi số khác cảm thấy nó đã bị sản xuất quá tay và cũng chỉ trích giọng hát qua xử lý của cô. Vào tháng 7 năm 2008, "Radar" lọt vào top 40 trên các bảng xếp hạng ở Ireland và New Zealand, và top 10 ở Thụy Điển. Sau khi trở thành một đĩa đơn từ Circus, bài hát không thể lọt vào top 40 ở hầu hết các quốc gia nó xuất hiện. Tuy nhiên, "Radar" trở thành bản hit thứ 21 của Spears lọt vào bảng xếp hạng Pop Songs của Billboard, nhiều hơn bất kỳ nghệ sĩ nào trong thập niên.
Video ca nhạc của bài hát được đạo diễn bởi Dave Meyers, nhằm tôn vinh video ca nhạc "Take a Bow" (1994) của Madonna. Trong video, Spears vào vai một người phụ nữ quý tộc rơi vào một mối tình tay ba với hai người đàn ông là vận động viên chơi polo. Nó vấp phải những phản ứng trái chiều từ giới phê bình, trong khi họ khen ngợi phần thời trang của video, nhưng gọi ý tưởng của nó là "không bình thường". "Radar" đã được trình diễn bởi Spears tại chuyến lưu diễn The Circus Starring: Britney Spears (2009).

## Danh sách track
| - Tải nhạc – Đĩa mở rộng 1. "Radar" – 3:48 2. "Radar" (Bloodshy & Avant Remix) – 5:43 3. "Radar" (Manhattan Clique UHF Remix) – 5:53 4. "Radar" (Tonal Club Remix) – 4:55 5. "Radar" (Tonal Radio Remix) – 4:01 | - Tải nhạc – Digital 45 1. "Radar" – 3:48 2. "Radar" (Bloodshy & Avant Remix) – 5:39 |

## Bảng xếp hạng

### Bảng xếp hạng hàng tuần
| Bảng xếp hạng (2007–2009)          | Vị trí cao nhất |
| ---------------------------------- | --------------- |
| Úc (ARIA)                          | 46              |
| Bỉ (Ultratip Wallonia)             | 13              |
| Brazil (Brasil Hot 100 Airplay)    | 89              |
| Canada (Canadian Hot 100)          | 65              |
| Canada CHR/Top 40 (Billboard)      | 27              |
| CIS (Tophit)                       | 137             |
| France Download (SNEP)             | 44              |
| Global Dance Tracks (Billboard)    | 27              |
| Ireland (IRMA)                     | 32              |
| New Zealand (Recorded Music NZ)    | 32              |
| Slovakia (Rádio Top 100)           | 90              |
| Thụy Điển (Sverigetopplistan)      | 8               |
| Anh Quốc (OCC)                     | 46              |
| Hoa Kỳ Billboard Hot 100           | 88              |
| Hoa Kỳ Pop Airplay (Billboard)     | 30              |
| Venezuela Pop Rock (Record Report) | 1               |

### Bảng xếp hạng cuối năm
| Bảng xếp hạng (2008) | Vị trí |
| -------------------- | ------ |
| Liban (NRJ)          | 58     |

| Bảng xếp hạng (2009)                | Vị trí |
| ----------------------------------- | ------ |
| Brasil (Crowley Broadcast Analysis) | 56     |

## Lịch sử phát hành
| Nước       | Ngày                 | Định dạng                    | Nhãn | Nguồn  |
| ---------- | -------------------- | ---------------------------- | ---- | ------ |
| Mỹ         | 22 tháng 6 năm 2009  | Mainstream radio             | Jive | [ 20 ] |
| Bồ Đào Nha | 27 tháng 7 năm 2009  | Tải kĩ thuật số (EP)         | Sony | [ 21 ] |
| Thụy Điển  | 27 tháng 7 năm 2009  | Tải kĩ thuật số (EP)         | Sony | [ 22 ] |
| Canada     | 28 tháng 7 năm 2009  | Tải kĩ thuật số (EP)         | Sony | [ 23 ] |
| Áo         | 23 tháng 11 năm 2009 | Tải kĩ thuật số (Digital 45) | Sony | [ 24 ] |
| Đức        | 23 tháng 11 năm 2009 | Tải kĩ thuật số (Digital 45) | Sony | [ 24 ] |
| Thuỵ Sĩ    | 23 tháng 11 năm 2009 | Tải kĩ thuật số (Digital 45) | Sony | [ 24 ] |